# Foeniculum
Foeniculum je род цветница из породице штитара (Apiaceae), који обухвата неколико врста укључујући и морач (Foeniculum vulgare), који се гаји као зачинска биљка.
Врсте
- Quézel - Северна Африка[4]
- Maire, Weiller & Wilczek - Севернa Африка[5]
- Mill - Медитеран, натурализована и гаји се у многим регионима[6]